# Новоселье (Дорогобужский район)
Новоселье — упразднённая деревня в Дорогобужском районе Смоленской области России. Входила в Усвятское сельское поселение. .

## География
Расположена в центральной части области в 26 км к юго-востоку от Дорогобужа, на берегу реки Чудак.

## История
В 2004—2017 годах входила в состав Балакиревского сельского поселения. После упразднения поселения, согласно Закону Смоленской области от 25 мая 2017 года населённый пункт включено в Усвятское сельское поселение.
Упразднена официально Постановлением Смоленской Областной Думы «Об упразднении территориальной единицы Смоленской области» от 15 ноября 2018 года.

## Население
Население — 0 жителей (2007 год).

## Известные люди
В деревне родился Бобылёв, Иван Тимофеевич   (1925—2014)  — актёр, режиссёр театра и кино, народный артист СССР (1990).

## Транспорт
В 4 км южнее — автодорога Р134 «Старая Смоленская дорога».
В 23 км севернее от деревни находится железнодорожная станция Свищёво на линии Москва-Минск.